# Marcela Pavkovčeková
Marcela Pavkovčeková est une biathlète slovaque, née le 21 avril 1977 à Liptovský Mikuláš.

## Biographie
En 1997, elle est vice-championne junior de l'individuel. Cette année, elle dispute aussi son premier championnat du monde sénior, s'y classant notamment quatrième de la course par équipes avec Martina Halinárová, Anna Murínová et Soňa Mihoková. En 2000, elle remporte l'unique titre international de sa carrière avec la médaille d'or au relais des Championnats d'Europe avec les mêmes coéquipières.
Aux Jeux olympiques d'hiver de 2002, elle est 33e de l'individuelle et 5e du relais.
Aux Jeux olympiques d'hiver de 2006, elle est 29e du sprint, 22e de l'individuelle et 10e du relais. Elle a obtenu son meilleur résultat en Coupe du monde quelques semaines plus tôt avec une 8e place à l'individuelle d'Hochfilzen.
En 2007, elle prend sa retraite sportive, préférant se consacrer à sa famille.

## Palmarès

### Jeux olympiques
| Édition             | Épreuves   | Épreuves | Épreuves  | Épreuves                         | Épreuves | Épreuves |
| Édition             | Individuel | Sprint   | Poursuite | Mass start                       | Relais   |          |
| ------------------- | ---------- | -------- | --------- | -------------------------------- | -------- | -------- |
| Salt Lake City 2002 | 33e        | -        | -         | Épreuve inexistante à cette date | 5e       |          |
| Turin 2006          | 22e        | 29e      | LAP       | -                                | 10e      |          |

### Championnats du monde
| Épreuve / Édition                        | individuel                       | Sprint                           | Poursuite                        | Départ en masse                  | Relais                           | Relais mixte                     | Course par équipes               |
| Mondiaux 1997 Osrblie                    | -                                | 73e                              | -                                | Épreuve inexistante à cette date | 7e                               | Épreuve inexistante à cette date | 4e                               |
| Mondiaux 1999 Kontiolahti Oslo           | -                                | 54e                              | -                                | -                                | 8e                               | Épreuve inexistante à cette date | Épreuve inexistante à cette date |
| Mondiaux 2000 Oslo Lahti                 | 52e                              | 47e                              |                                  | -                                | 8e                               | Épreuve inexistante à cette date | Épreuve inexistante à cette date |
| Mondiaux 2001 Pokljuka                   | -                                | 48e                              | 51e                              | -                                | -                                | Épreuve inexistante à cette date | Épreuve inexistante à cette date |
| Mondiaux 2003 Khanty-Mansiysk            | -                                | 39e                              | 47e                              | -                                | 10e                              | Épreuve inexistante à cette date | Épreuve inexistante à cette date |
| Mondiaux 2004 Oberhof                    | 20e                              | 52e                              | 37e                              | -                                | 15e                              | Épreuve inexistante à cette date | Épreuve inexistante à cette date |
| Mondiaux 2005 Hochfilzen Khanty-Mansiysk | 70e                              | 69e                              | -                                | -                                | 6e                               | -                                | Épreuve inexistante à cette date |
| Mondiaux 2006 Pokljuka                   | Épreuve inexistante à cette date | Épreuve inexistante à cette date | Épreuve inexistante à cette date | Épreuve inexistante à cette date | Épreuve inexistante à cette date | 25e                              | Épreuve inexistante à cette date |

Légende :

 : deuxième place, médaille d'argent

 : épreuve inexistante à cette date

— : pas de participation à cette épreuve

### Coupe du monde
- Meilleur classement général : 51e en 2004 et 2006.
- Meilleur résultat individuel : 8e.

### Championnats d'Europe
- Médaille d'or du relais en 2000.

### Championnats du monde junior
- Médaille d'argent de l'individuel en 1997.